# 쓰키노키정
쓰키노키정(槻木町)은 1956년까지 미야기현 시바타군 북동부에 있던 정이다. 현재의 시바타정 북부에 해당한다.

## 역사
- 1889년 4월 1일 - 정촌제 시행과 함께 10촌이 합병해 쓰키노키촌이 성립하였다.
- 1904년 4월 1일 - 정으로 승격해, 쓰키노키정이 되었다.
- 1956년 4월 1일 - 후나오카정과 합병해, 시바타정이 되었다.

## 교통

### 철도
- 일본국유철도 도호쿠 본선

### 도로
- 국도 4호선

## 참고문헌
- 『宮城県町村合併誌』（宮城県地方課、1958年）